# Những người bạn (phim truyền hình TVB)
Những người bạn (tên tiếng Anh: House of Spirits; tiếng Trung: 一屋老友記; Yale Quảng Đông: Yātngūk Lóuhyáuhgei; tạm dịch: A House of Old Friends) là bộ phim truyền hình Hồng Kông ra mắt năm 2016 thuộc thể loại hài hước, gia đình, siêu nhiên được sản xuất bởi TVB. Phim có sự tham gia của dàn diễn viên chính bao gồm Âu Dương Chấn Hoa, Hồ Định Hân, La Lan và Hồ Phong. Bộ phim được phát hành lần đầu trên kênh TVB Jade và kênh Astro On Demand của Malaysia vào ngày 27 tháng 6, 2016 từ Thứ Hai đến Chủ Nhật vào khung giờ 9:30 đến 10:30 và kết thúc vào ngày 31 tháng 7, 2016 với tổng cộng 31 tập phim.

## Nội dung
Phim xoay quanh một gia đình có bốn anh em: anh cả Bảo Hoan (do Âu Dương Chấn Hoa đóng) bỏ nhà ra đi từ năm 18 tuổi, em gái Bảo Hân (do Đằng Lệ Danh đóng) thay anh cả chăm sóc gia đình, em trai Bảo Du (do Trương Dĩnh Khang đóng) luôn xem trọng đồng tiền và em út Bảo Di (do Trương Ngạn Bác đóng) mê âm nhạc nhưng không dám thực hiện ước mơ.
Cha của họ là Bảo Lộc (do Lưu Giang đóng) đã mất. Ông để lại di chúc với tài sản là một căn nhà cũ cho bốn người con nhưng với điều kiện họ phải sống chung 9 tháng trong căn nhà đó mới được quyền bán. Vì tiền, bốn anh em miễn cưỡng quay về sống chung.
Chu Xán Xán (do Hồ Định Hân đóng) là một thợ sửa ống nước có tính cách mạnh mẽ. Xán Xán là bạn của Bảo Hân, cô được Bảo Hoan nhờ sửa lại căn nhà. Vốn có ấn tượng xấu với Bảo Hoan vì bỏ rơi gia đình khi các em còn nhỏ nên Xán Xán thường xuyên chống đối anh.
Một lần, Bảo Hoan phát hiện trong nhà có đôi vợ chồng ma là Bạch Hoa (do Hồ Phong đóng) và Y Lan (do La Lan đóng). Hai vợ chồng ma hóa giải mối bất hòa cho nhà họ Bảo bằng phép thuật cho nhà họ Bảo. Tiếc thay họ càng giúp mọi chuyện càng rắc rối, gây ra nhiều tình huống dở khóc dở cười.

## Diễn viên

### Nhà họ Bảo
| Diễn viên                  | Vai diễn     | Ghi chú |
| -------------------------- | ------------ | ------- |
| Lưu Giang                  | Bảo Lộc      |         |
| Trịnh Ngọc Nghi            | Quyên        |         |
| Âu Thiên Lãng (lúc nhỏ)    | Bảo Hoan     |         |
| Viên Vỹ Hào (lúc trẻ)      | Bảo Hoan     |         |
| Âu Dương Chấn Hoa          | Bảo Hoan     |         |
| Trần Phái Nghiên (lúc nhỏ) | Chu Xán Xán  |         |
| Hồ Định Hân                | Chu Xán Xán  |         |
| Âu Minh Diệu (lúc nhỏ)     | Bảo Hân      |         |
| Đằng Lệ Danh               | Bảo Hân      |         |
| Từ Vinh                    | Mai Chiêu    |         |
| Trần Ty Dĩnh               | Mai Tiểu Phi |         |
| Trịnh Diệu Hiên (lúc nhỏ)  | Bảo Du       |         |
| Trương Dĩnh Khang          | Bảo Du       |         |
| Lữ Tuệ Nghi                | Dư Hoa       |         |
|                            | Bảo Bối      |         |
| Kha Hoa Khiên (lúc nhỏ)    | Bảo Di       |         |
| Trương Ngạn Bác            | Bảo Di       |         |

### Nhà họ Bạch
| Diễn viên                  | Vai diễn    | Ghi chú |
| -------------------------- | ----------- | ------- |
| Hồ Phong                   | Bạch Hoa    |         |
| La Lan                     | Y Lan       |         |
| Nguyễn Nhi                 | Bạch Tuệ    |         |
| Trần Phái Nghiên (lúc nhỏ) | Chu Xán Xán |         |
| Hồ Định Hân                | Chu Xán Xán |         |

## Sản xuất
- Buổi định trang cho nhân vật của phim được tổ chức vào ngày 13 tháng 11, 2015 vào lúc 12:30 trưa tại TVB City Studio One tại Tướng Quân Áo.[3]
- Buổi lễ cầu phúc của phim được tổ chức vào ngày 15 tháng 12, 2015 vào lúc 2:00 chiều tại  TVB City Studio Sixteen tại Tướng Quân Á.[4]
- Phim được bắt đầu quay tại Hồng Kông từ tháng 11 năm 2015 đến tháng 3 năm 2016.
- Filming took place from November 2015 till March 2016, entirely on location in Hong Kong.
- Hình ảnh quảng bá phim Những người bạn được in trong lịch tháng 7 của bộ lịch năm 2016 của đài TVB.[5]